# Mnium coriaceum
Mnium coriaceum là một loài Rêu trong họ Mniaceae. Loài này được (Griff.) Mitt. mô tả khoa học đầu tiên năm 1859.